# Republika Srbija (1992. – 2006.)
Republika Srbija je ime koje je imala Srbija od 1992. do 2006., kao sastavni dio Savezne Republike Jugoslavije do 2003., i onda do 2006. godine Državne Zajednice Srbije i Crne Gore.
Donošenjem Ustava iz 1990. godine odlučio je da Socijalistička Republika Srbija promijeni ime u Republika Srbija, te je to ime zadržala i nakon osnivanja Savezne Republike Jugoslavije 1992. godine.
Godine 2002. u saveznom parlamentu u Beogradu, postignut je sporazum o restrukturiranju Federacije i Jugoslavija je prestala postojati, nakon čega je Republika Srbija ušla u sastav SCG.
Godine 2006., nakon proglašenja neovisnosti Crne Gore (nakon referenduma), SCG je raspuštena i Republiku Srbiju je naslijedila samostalna srpska država istog imena.
Dijelovi Srbije su također bili i AP Vojvodina s Novim Sadom kao glavnim gradom, i AP Kosovo i Metohija s Prištinom kao glavnim gradom.

Od rata na Kosovu 1999. i Rezolucije 1244 Savjeta sigurnosti Ujedinjenih naroda, pa od osamostaljenja Republike Kosovo, AP KiM je bio međunarodni protektorat UNMIK-a u sastavu Republike Srbije.

## Povezano
- Republika Crna Gora (1992. – 2006.)